# Canto de pueblos andinos, vol. 2 (Inti-Illimani 5)
Canto de pueblos andinos, vol. 2 (Inti-Illimani 5), también llamado simplemente como Canto de pueblos andinos, vol. 2, es el decimotercer álbum de estudio de la banda chilena Inti-Illimani. Grabado en Milán en junio de 1976, fue lanzado como un LP ese mismo año por el sello italiano Dischi dello Zodiaco. Posteriormente ha sido reeditado por otros sellos discográficos en formato de Disco compacto.
Este es el quinto álbum de estudio grabado y publicado por la banda en Italia, luego de su exilio en dicho país producto del Golpe de Estado en Chile de 1973.

## Lista de canciones[5][2]
| N.º   | Título                                         | Escritor(es)                           | Duración |  |
| 1.    | «Carnavalito de la quebrada de humahuaca»      | popular argentina                      | 2:04     |  |
| 2.    | «Sirviñaco»                                    | Jaime Dávalos, Eduardo Falú            | 2:05     |  |
| 3.    | «Pascua linda»                                 | popular peruana                        | 3:32     |  |
| 4.    | «Vasija de barro»                              | Gonzalo Benítez, Luis Alberto Valencia | 3:25     |  |
| 5.    | «Estudio para charango»                        | Mauro Núñez                            | 3:00     |  |
| 6.    | «Señora chichera»                              | popular boliviana                      | 3:45     |  |
| 7.    | «Ojos azules»                                  | popular andina                         | 2:52     |  |
| 8.    | «Campanitas de cualquier parte» (o Campanitas) | Alfredo Domínguez                      | 1:43     |  |
| 9.    | «A vos te ha'i pesar»                          | popular argentina                      | 3:30     |  |
| 10.   | «Solo de quena»                                | popular peruana                        | 2:32     |  |
| 11.   | «Sanjuanito»                                   | Gilbert Favre                          | 2:16     |  |
| 12.   | «Mañana me voy p'al norte»                     | Violeta Parra                          | 2:17     |  |
| 33:10 |                                                |                                        |          |  |

## Créditos
Inti-Illimani
- Max Berrú
- José Miguel Camus
- Jorge Coulón
- Horacio Durán
- Horacio Salinas
- José Seves

Otros
- Jorge Salas: cubierta